# Habronattus zapotecanus
Habronattus zapotecanus är en spindelart som beskrevs av Griswold 1987. Habronattus zapotecanus ingår i släktet Habronattus och familjen hoppspindlar. Inga underarter finns listade i Catalogue of Life.